# Ukrainas herrlandslag i innebandy
Ukrainas herrlandslag i innebandy representerar Ukraina i innebandy på herrsidan.

### Fotnoter
1. ↑  Allsvenska tränaren blir ny förbundskapten - Innebandymagazinet